# Lidwine Meneguzzi
Pour les articles homonymes, voir Meneguzzi.
Lidwine Meneguzzi (en italien : Liduina Meneguzzi), née à Abano Terme le 12 septembre 1901 et morte à Dire Dawa en Éthiopie le 2 décembre 1941, est une religieuse italienne de la congrégation des Sœurs de Saint François de Sales, et reconnue bienheureuse par l'Église catholique. Elle est fêtée le 1er décembre.

## Biographie
Née à Abano Terme, (province de Padoue) le 12 septembre 1901 dans une famille de fermiers, elle est baptisée sous les noms d’Élise Angèle (Elisa Angela ). À 14 ans, ses parents la placent comme servante dans des familles ou des hôtels. Désirant consacrer sa vie à Dieu, elle entre chez les Sœurs de Saint François de Sales le 5 mars 1926 à Padoue et reçoit le nom de sœur Lidwine. Dans le pensionnat de Sainte Croix, elle remplit toutes les tâches qu’on lui confie : lingère, infirmière, sacristine et sait se faire aimer des collégiennes.
Elle désire ardemment partir en pays de mission, et son rêve se réalise en 1937 car ses supérieures l’envoient en Éthiopie, colonie récemment conquise par le régime de Mussolini. Elle est nommée à Dire Dawa, ville cosmopolite caractérisée par la présence de personnes d'origines, de coutumes et de religions différentes. Là, elle travaille dans un hôpital tenu par les religieuses. Tout le monde la connaît et l’aime, on l’appelle l' ange de charité ou l' ange blanc. Elle s’occupe sans distinction des catholiques, des coptes, des musulmans et des païens.
Le déclenchement de la seconde Guerre mondiale transforme l'établissement de santé en hôpital militaire, et elle doit multiplier sa générosité et son attention, transporter les blessés en lieu sûr sans trop se soucier du danger. Même sous les bombes, elle extrait les blessés des décombres pour les transporter dans les abris, leur donner les premiers soins. Mais une tumeur l’emporte le 2 décembre 1941 à 40 ans.
En juillet 1961, les reliques de sœur Lidwine sont transportés à Padoue dans la chapelle de la maison-mère. Elle est reconnue vénérable le 25 juin 1996 par Jean-Paul II, et béatifiée par le même pape le 20 octobre 2002.